# アイザック・マーフィー

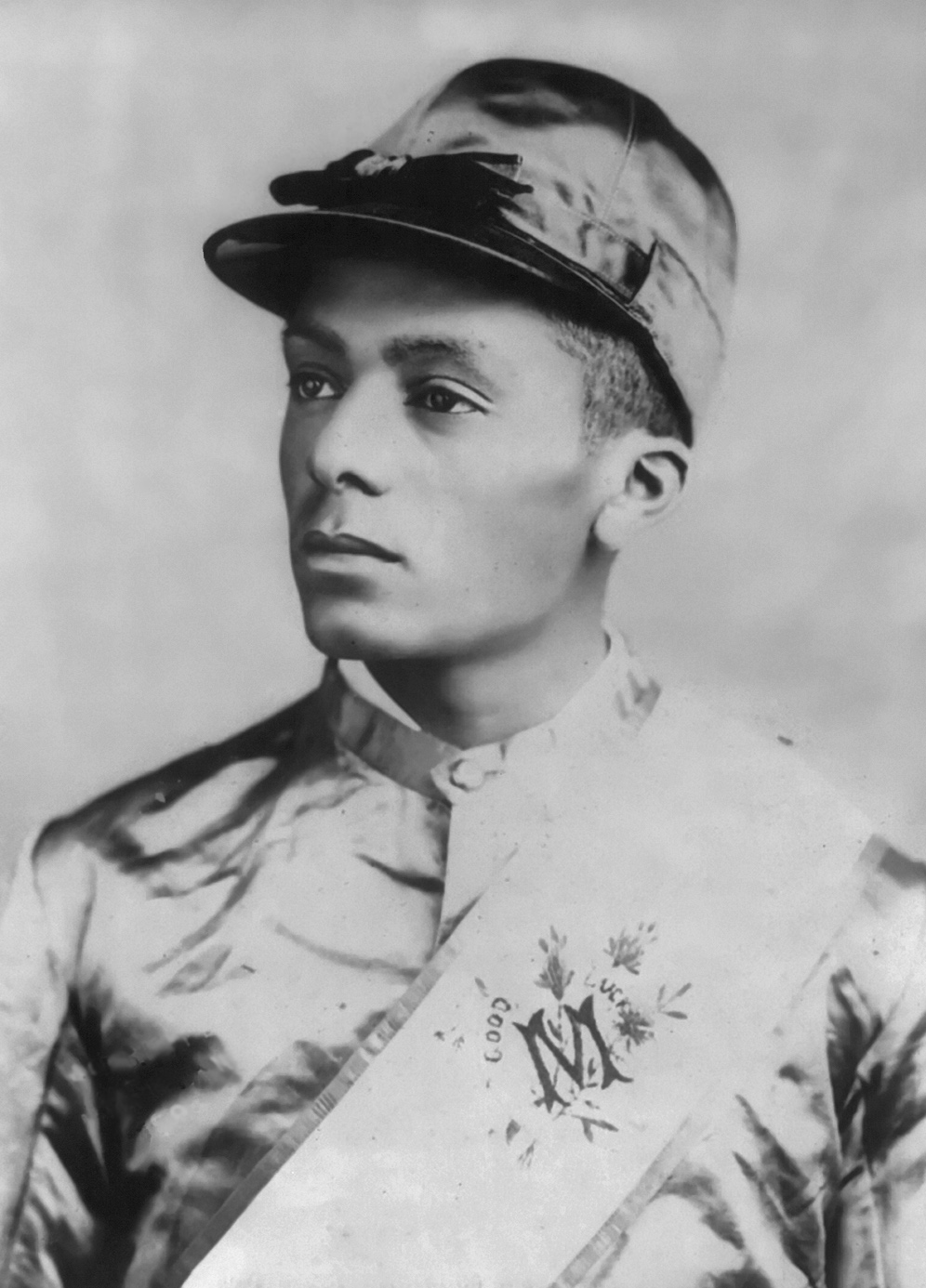
アイザック・マーフィー

アイザック・バーンズ・マーフィー（Isaac Burns Murphy, 1861年4月16日 – 1896年2月12日）はアメリカ合衆国の黒人騎手。
1412レースに騎乗し、628の勝ち星を挙げたが、この44%という勝率に並んだ騎手は現在に到るまで出ていない。この記録樹立によって、1955年にアメリカ競馬殿堂に初めて選出された騎手の一人となった。たださすがにこの記録は誇張であったらしく1538戦530勝（勝率34％）であるという。とはいえ凄まじい数字であることには変わりない。

## 経歴
ケンタッキー州フランクフォート出身。父親は捕虜としてキャンプ・ネルソンに葬られるまで、南北戦争に連合軍兵士として出兵していた。父の死後、家族は彼の祖父グリーン・マーフィーの住むレキシントンに移住。14歳で騎手になったとき、彼は尊敬する祖父の苗字“マーフィー”に改名した。
1877年から1893年の間、ケンタッキーダービーに11回騎乗。1884年にはブキャナン、1890年にはライリー、そして1891年にはキングマンで、史上初のケンタッキーダービー3度制覇を成し遂げた騎手となった。また、ケンタッキーダービー、ケンタッキーオークス、クラークハンデキャップの3レースを同一年に勝利した唯一の騎手でもある（1884年達成）。
彼は“Colored Archer”とあだ名されたが、これは同じ時代に活躍したイギリスの騎手、フレッド・アーチャーにちなんで付けられたものである。
アイザック・マーフィーは1896年に肺炎がもとで死去したが、墓に名前が刻まれていなかったため、その場所は長らく忘れ去られていた。しかし1967年に見つけ出され、亡骸はケンタッキー・ホース・パークのエントランスに移された。現在はマンノウォーの隣で眠りについている。
1995年には彼の名誉を称え、1年で最も勝率の高かった騎手に贈られるアイザック・マーフィー賞が創設された。また、アーリントンパーク競馬場では彼の名前を冠したレース、アイザックマーフィーハンデキャップが行われている。